# Захарова, Наталья Алексеевна
Наталья Алексеевна Захарова (1945, Москва) — советская спортсменка, двукратная золотая медалистка Чемпионатов Европы по академической гребле в 1966 году и в 1967 году. Захарова окончила Российский государственный университет физической культуры, спорта, молодёжи и туризма, а после завершения карьеры работала как инструктор по физическому воспитанию.